# Брюнгяде
Брюнгя́де (Брюнгядэ; якут. Брүҥээдэ) — река в России, левый приток Кюенте, протекает по территории Оймяконского района Якутии.
Длина реки составляет 207 км, площадь водосборного бассейна — 5540 км².
Брюнгяде начинается на хребте Сунтар-Хаята. В верхней половине течёт в основном на северо-восток между Брюндягинским и Оганьиским хребтами до слияния со Сейкимняном на Оймяконское плоскогорье, где преобладающим направлением течения становится юго-восток. Впадает в Кюенте на высоте 713 м над уровнем моря.

## Данные водного реестра
По данным государственного водного реестра России относится к Ленскому бассейновому округу, речной бассейн реки — Индигирка, водохозяйственный участок реки — Индигирка от истока до впадения реки Неры.
Код объекта в государственном водном реестре — 18050000112117700040190.